# Stictigramma steniptera
Stictigramma steniptera är en fjärilsart som beskrevs av George Francis Hampson 1926. Stictigramma steniptera ingår i släktet Stictigramma och familjen nattflyn. Inga underarter finns listade i Catalogue of Life.